# منطقه حفاظت‌شده کاوده
منطقهٔ حفاظت‌شدهٔ کاوده یک منطقهٔ حفاظت‌شده با مساحت ۷۶۸۶۵ هکتار است که در استان تهران در ایران قرار دارد. این منطقهٔ حفاظت‌شده طبق مصوبهٔ شمارهٔ ۷۶۱ در تاریخ ۹۸/۰۴/۲۵ در فهرست مناطق تحت حفاظت سازمان محیط زیست ایران قرار گرفت.